# Pelusios niger
Pelusios niger är en sköldpaddsart som beskrevs av  André Marie Constant Duméril och Gabriel Bibron 1835. Pelusios niger ingår i släktet Pelusios och familjen pelomedusasköldpaddor. Inga underarter finns listade i Catalogue of Life.
Artepitetet i det vetenskapliga namnet är det latinska ordet niger (svart).

## Utbredning
Arten förekommer i Ghana, Togo, Benin, Nigeria, Kamerun och Centralafrikanska republiken. Den lever i låglandet och i kulliga områden upp till 600 meter över havet. Sköldpaddan vistas i regnskogar och i mangrove.

## Levnadssätt
Pelusios niger har kräftdjur, blötdjur, fiskar och växter som föda. Honor lägger cirka 10 ägg per tillfälle.

## Hot
Beståndet hotas främst av vattenföroreningar. IUCN listar arten som nära hotad (NT).